# 大山慎介の「復活」北海道
『大山慎介の「復活」北海道』（おおやましんすけのふっかつほっかいどう）は、2015年10月3日から室蘭まちづくり放送（FMびゅー）にて放送されている大山慎介によるラジオ番組である。

## パーソナリティ
- 大山慎介

1962年北海道厚沢部町生まれ。函館ラ・サール高等学校、学習院大学卒業。北海道庁職員を29年勤めた後、2014年に株式会社「北海道田舎プロデュース」を設立。

## ネット局と放送時間
- 2025年4月1日現在。放送時間を複数表記している放送局は下段が再放送。

【WEB配信記号の意味】SR：SimulRadio、FT：FM聴、SJ：JCBAインターネットサイマルラジオ、LR：ListenRadio
| 放送局名             | 放送局所在地   | 放送時間                                                 | WEB配信 | 備考              |
| -------------------- | -------------- | -------------------------------------------------------- | ------- | ----------------- |
| FMびゅー             | 室蘭市         | 土曜 17:00 - 18:00 火曜 10:00 - 11:00                    | SJ      | 製作局            |
| FMいるか             | 函館市         | 土曜 16:00 - 17:00 日曜 13:00 - 14:00                    | SJ      | [ 注 2 ]          |
| FMりべーる           | 旭川市         | 土曜 12:00 - 13:00 水曜 14:00 - 15:00                    | SR・LR  |                   |
| FMくしろ             | 釧路市         | 土曜 21:00 - 22:00                                       | SR・LR  |                   |
| FM JAGA              | 帯広市         | 土曜 07:00 - 08:00 日曜 06:00 - 07:00                    | LR      | [ 注 3 ] [ 注 4 ] |
| FMはまなすジャパン   | 岩見沢市       | 土曜 21:00 - 22:00 月曜 06:00 - 07:00                    | LR      |                   |
| FMわっぴー           | 稚内市         | 土曜 16:00 - 17:00 火曜 18:00 - 19:00                    | SR・FT  |                   |
| ラジオカロスサッポロ | 札幌市中央区   | 土曜 23:00 - 24:00 火曜 16:00 - 17:00                    | SR・LR  |                   |
| FMおたる             | 小樽市         | 土曜 21:00 - 22:00 月曜 11:00 - 12:00                    | LR      |                   |
| FMアップル           | 札幌市豊平区   | 土曜 12:00 - 13:00 日曜 08:00 - 09:00                    | LR      | [ 注 5 ]          |
| 三角山放送局         | 札幌市西区     | 土曜 17:00 - 18:00 土曜 26:00 - 27:00                    | LR      |                   |
| FMねむろ             | 根室市         | 土曜 20:00 - 21:00 月曜 14:00 - 15:00                    | LR      |                   |
| FM G'Sky             | 滝川市         | 土曜 07:00 - 08:00 月曜 06:30 - 07:30                    | -       |                   |
| ラジオふらの         | 富良野市       | 金曜 10:00 - 11:00 （1日先行） 月曜 11:00 - 12:00        | -       |                   |
| Airてっし            | 名寄市         | 土曜 23:00 - 24:00 月曜 14:00 - 15:00                    | SJ      |                   |
| e-niwa               | 恵庭市         | 土曜 09:00 - 10:00 月曜 14:00 - 15:00                    | SR      | [ 注 6 ]          |
| FMはな               | 標津郡中標津町 | 土曜 16:00 - 17:00 日曜 15:00 - 16:00 木曜 09:00 - 10:00 | SJ      |                   |
| wi-radio             | 伊達市         | 土曜 17:00 - 18:00 火曜 10:00 - 11:00                    | LR      |                   |
| FM ABASHIRI          | 網走市         | 金曜 19:00 - 20:00 （1日先行） 土曜 08:00 - 09:00        | LR      | [ 注 7 ]          |
| さっぽろ村ラジオ     | 札幌市東区     | 日曜 08:00 - 09:00 水曜 08:00 - 09:00                    | LR      |                   |
| FMとまこまい         | 苫小牧市       | 火曜 10:00 - 11:00 金曜 21:00 - 22:00                    | SJ      |                   |
| FMくりやま           | 夕張郡栗山町   | 土曜 17:00 - 18:00 日曜 15:00 - 16:00                    | SJ      |                   |
| FM WING              | 帯広市         | 土曜 06:00 - 07:00 日曜 20:00 - 21:00                    | LR      |                   |